# Itinerarium mentis in Deum
L'Itinerario della mente in Dio (in latino Itinerarium mentis in Deum) è la principale opera di Bonaventura da Bagnoregio, composta nel 1259 dopo un'estasi mistica sul Monte Verna.

## Obiettivo
L'itinerario è un'opera mistica composta da sette capitoli che corrispondono ai sette giorni della creazione, così come è descritta nel Libro della Genesi. Si tratta di un trattato filosofico, teologico e mistico, che offre una meditazione sul cammino di elevazione dell'anima a Dio, seguendo le orme di San Francesco d'Assisi, fondatore dell'Ordine dei Frati Minori.
Il testo si apre con l'apparizione dell'angelo di ordine serafino sul Monte Verna. Settimo superiore generale dell'Ordine Francescano, da due anni ex rettore dell'Università di Parigi, san Bonaventura stava meditando sul Monte Verna circa un metodo e i contenuti teorici necessari a garantire ai suoi confratelli l'ascesa dell'anima a Dio, sul modello di san Francesco. 
Bonaventura rivive la stessa visione che precedette il dono delle stigmate a san Francesco. L'angelo gli appare con sei coppie di ali infuocate disposte a forma di croce, a simboleggiare le sei facoltà dell'anima e le sei tappe del suo percorso di ascesa a Dio fino alla quiete della contemplazione. 

## Struttura
L'indice analitico è il seguente
- Prologo: planimetria analitica dell'Itinerario
- Capitolo I: "Gradi dell'ascesa a Dio e sua conoscenza per mezzo delle orme impresse nell'universo" (per vestigia eius')
- Capitolo II: "Conoscenza di Dio nelle sue orme in questo mondo sensibile” (in vestigiiis suis)
- Capitolo III: "Conoscenza di Dio per mezzo della sua immagine impressa nelle potenze naturali dell'anima" (per suam imaginem)
- Capitolo IV:  "Conoscenza di Dio nella sua immagine rinnovata dai doni della grazia" (in sua imagine)
- Capitolo V: "Conoscenza dell'unità divina per mezzo dell'Essere, Suo nome principale" (per eius nomen primarium, quod est esse)
- Capitolo VI: "Conoscenza della Beatissima Trinit nel Suo nome che è il Bene" (in eius nomine, quod est bonum)
- Capitolo VII: "Dell'estasi mistica dove la nostra intelligenza rimane a riposo, mentre il nostro fervore passa tutto a Dio".

I capitoli I e II corrispondono alla contemplazione di Dio fuori di noi (teologia simbolica), i capitoli III e IV a quella dentro di noi (teologia speculativa) e, infine, i capitoli V e VI alla contemplazione di Dio sopra di noi (teologia mistica).  Al settimo e ultimo capitolo l'anima riposa, così come il Creatore riposò il settimo giorno, al termine della creazione. Non a caso le ali sono disposte nel modo seguente:  due all'altezza dei piedi (le due tappe extra nos), due del busto (le tappe intra nos') e altre due all'altezza delle spalle (le tappe super nos). 
Le tappe principali sono appunto tre: extra nos nelle tracce (vestigia') di Dio presenti nel mondo creato; intra nos (all'interno di noi) nell'immagine di Dio (imago Dei) impressa nell'anima; super nos (al di sopra di noi), nel nome proprio di Essere e Bene che rivelano rispettivamente l'Unità e la Trinità di Dio. Ciascuna di esse si suddivide in ulteriori due tappe corrispondenti ad altrettante facoltà dell'anima.
Ogni tappa principale presenta quindi un momento introdotto dalla preposizione latina per (attraverso) e uno dalla preposizione in (all'interno di).  La prima indica ciò che è accessibile solo dalle facoltà umane; la seconda ciò che è accessibile solo mediante la conversione di queste facoltà da parte di Dio. Mentre il per rappresenta un movimento ascendente (ascesa dell'anima verso Dio), la preposizione in introduce un momento discendente (da Dio verso l'uomo).

## Contenuto
L'ascesa è resa possibile dalla Croce di Cristo che restaurò la grazia salvifica divina, smarrita da Adamo ed Eva col peccato originale. L'uomo non è più capace di ascendere a Dio con le sue sole forze; lo sforzo è reso possibile dall'imprenscidibile aiuto divino, dalla preghiera e dalla fervente devozione a Cristo (simboleggiata dalle ali infuocate), dalla pratica delle virtù teologali e dalla meditazione contemplativa. Alla IV tappa, questo cammino restituisce all'uomo la sua sensibilità spirituale, che consiste nella capacità di udire il Verbo e di vedere la Luce di Dio, vivendo in prima persona il rapimento estatico. La grazia divina plasma le facoltà dell'anima, purificandole e rendendole perfette al punto di apprendere la bellezza e percepire il diletto insiti nelle proporzioni numeriche divine di ogni ente creato, nonché di essere capaci delle operazioni proprie dei nove cori angelici.
Un fondamento biblico è rinvenibile in 1 Corinzi 2,16, laddove si afferma che i credenti battezzati condividono e partecipano della mente e del pensiero di Cristo.

### Gerarchia degli esseri creati
Nel capitolo II, la facoltà della ragione propone di classificare gli esseri dell'universo creato in vari modi. Partendo da quelli inferiori, si hanno: prima i minerali e le piante (che sono solo corpi), poi gli animali (per i quali la sostanza spirituale è una con il loro corpo); poi gli uomini (unione di un corpo e di un'anima che sono però distinti e separabili); infine, gli spiriti celesti, "intelligenze" secondo i filosofi e angeli secondo i cristiani, che vedono Dio al loro vertice. 
Gli esseri creati si distinguono anche per essere enti che esistono solamente (i minerali); esistono e vivono (le piante e gli animali); esistono, vivono e discernono (il genere umano, gli angeli e Dio).
Infine, si hanno enti soggetti a mutamento e corruzione (minerali, piante, animali, uomini); a mutamento, ma non a corruzione (gli angeli, ad es. gli angeli caduti); né a mutamento né a corruzione (Dio).

### La Trinità e la tripartizione dell'anima
Riprendendo sant'Agostino, san Bonaventura assimila la tripartizione dell'anima (in memoria, intelletto e volontà) alla Trinità divina: come l'anima è una sola essenza in tre facoltà, così Dio è una sola essenza in tre divine Persone. Tuttavia, si tratta di una similitudine e non di un'identità: le Persone non sono infatti riducibili a mere facoltà di Dio.
Le tre divine Persone sono unite inseparabilmente nella sostanza, nella potenza e nell'operare, mentre sono caratterizzate da un modo proprio e unico di ricevere, possedere e donare la comune divina essenza.
Dio Padre è la memoria (l'eternità) e il progenitore del Verbo, l'intelligenza è il Verbo generato (Dio Figlio) nel quale ogni è cosa stata pensata e poi creata, mentre lo Spirito Santo Dio è la loro comune volontà che è Amore ed ha per oggetto il Sommo Bene pensato dal Padre.
Bonaventura parla di tre persone “coeterne, coeguali e consustanziali, sicché ciascuna delle tre è in ciascuna delle altre due”.

### Tripartizione della filosofia
Nel capitolo IV, l'autore propone una tripartizione della filosofia in filosofia naturale, razionale e morale.
La prima si suddivide in metafisica, matematica e fisica; la seconda in grammatica, logica e retorica (il trivium, che era la prima tappa dell'educazione accademica nella scolastica medievale); l'ultima in filosofia morale individuale, domestica e politica.